# Franz Anton Good
Franz Anton Good (* 21. Juni 1793 in Mels, Kanton St. Gallen; † 7. Juli 1866 ebenda) war ein Schweizer Jurist und Politiker im Kanton St. Gallen. Er war einer der Wegbereiter der modernen Demokratie in der Schweiz.

## Biografie
Good war Sohn des Arztes Franz Anton Good in Mels. Er besuchte die Klosterschule Pfäfers, das katholische Gymnasium in St. Gallen und das Lyzeum in Luzern. Nach dem Jurastudium von 1815 bis 1818 in Heidelberg und Göttingen eröffnete er eine Kanzlei in Mels. Von 1831 bis 1836 war er Kantonsrichter, von 1837 bis 1839 Kassationsrichter, von 1840 bis 1843 Bezirksammann und von 1843 bis 1855 Richter am Bezirksgericht Sargans.
1830–31 war Good als Verfassungsrat massgeblich an der neuen St. Galler Kantonsverfassung von 1831 beteiligt. 1833–59 war er mit Unterbrüchen St. Galler Grossrat, wovon 1833 bis 1834 Grossratspräsident. 1841 schloss er sich der katholisch-konservativen Partei um Gallus Jakob Baumgartner an. 1833–35 und 1847–53 war er Mitglied des katholischen Administrationsrates.
Sein Sohn war der spätere Unternehmer und Politiker Wilhelm Good.

## Bewegungen für direkte Demokratie
Goods Vater war 1814 Führer einer vom Sarganser Gemeindeammann Johann Baptist Ludwig Gallati initiierten Bewegung im Sarganserland zur Trennung der Landschaft vom Kanton St. Gallen, die vom Rheintal her auf das Sarganserland übergriff. Sie war Teil einer breiten Bewegung in der ganzen Schweiz, die für mehr Volkssouveränität kämpfte. Hier war die entfernte St. Galler Regierung, der kostspielige Staatshaushalt und Rechtsgang Stein des Anstosses. In der Folge entstanden überall Versammlungen von Ausschüssen, die die jetzige Kantonsverfassung bemängelten und wo man beschloss, auf eine einfachere, «volkstümlichere» Verfassung hinzuarbeiten.
Der liberal-konservative Good wurde 1830–31 in den Verfassungsrat des Kantons St. Gallens gewählt, wo er sich für das direktdemokratische Volksveto starkmachte. Mit der Annahme der Kantonsverfassung von 1831 besass der Kanton St. Gallen, als erster Kanton in der Schweiz, mit dem Volksveto erstmals ein direktdemokratisches Instrument. Es kam aufgrund eines Kompromisses zwischen den Verfechtern des rein repräsentativen Systems und den Anhängern der direkten Demokratie im Rahmen einer dezentralen Versammlungsdemokratie zustande.

## Früher Theoretiker der direkten Demokratie
Im Zuge der St. Galler Regeneration und Verfassungsentwicklung und um die Einführung des Gesetzesvetos zu unterstützen verfasste Good 1830 einen der ersten und wichtigsten theoretischen Texte zur direkten Demokratie, den er 1831 nach Annahme der Verfassung unter dem Titel Die Souveränität und das Veto des St. Gallischen Volkes veröffentlichte.

Entscheidend war für Good die Ratsversammlung vom 14. Dezember 1830, in der die Volkssouveränität des Kantons St. Gallen ausgesprochen wurde, die für das Volk eine neu zuerkannte Würde (Pufendorf) bedeuten würde. Die Souveränität definierte Good im Sinne Bodins als Inbegriff der obersten Gewalt eines Staates, von der alle andere Gewalt ausgeht. In der Souveränität muss das Recht zur Gesetzgebung enthalten sein, weil sie sonst ihre Bedeutung verlieren würde und sich selbst aufhöbe. Im Sinne von Rousseaus Gesellschaftsvertrag müsse der Souverän die richterliche und ausführende Gewalt delegieren, die gesetzgeberische jedoch selber ausüben, wenn er sich nicht selber aufgeben wolle. Der Souverän müsse die Gesetze nicht selber entwerfen, aber mit einem zusätzlichen Instrument sanktionieren, wozu das Volk mündig sein müsse. Die dazu notwendige Mündigkeit sah Good – wie die Vertreter der Westschweizer Naturrechtsschule – dem Volk mit dem gesunden Menschenverstand (le bon sens) von Natur aus gegeben. Dieses Sanktionsinstrument war für Good das Volksveto, das ihm von der Verfassung zugesprochen werden müsse. Durch das Veto spricht sich gemäss Good die Souveränität des St. Gallischen Volkes in ihrem Kern aus: 

«Die Öffentlichkeit, freie Presse, das Petitionsrecht, freie Volkswahl, kurze Amtsdauer, – und wie sie auch heissen mögen, alle diese höchst zweckmässigen Garantien gegen die Willkür, heben doch die Möglichkeit nicht auf, dass nicht dessen ungeachtet vom Grossen Rate noch Gesetze erlassen werden können, die, wenn sie auch dem Gesamtwillen des Volkes gänzlich zuwider wären, ohne weiteres dennoch in Kraft und Wirksamkeit treten müssten.»

Bisher hätten die Bürger sich nicht gross um die Gesetze gekümmert, weil sie ja doch nichts dazu zu sagen hatten. Das Volksveto würde deshalb nicht nur die Anwendung des naturrechtlich verankerten Widerstandsrechtes unnötig machen, sondern auch zu einer Bildungsanstalt der wichtigsten und notwendigsten Kenntnisse des Staatsbürgers werden. Der Einzelne wird lernen, dass das Wesen des Rechtsstaates darin besteht, dass nicht nur der Wille des Einzelnen, sondern der Gesamtwille (Rosseaus: Volonté générale) aller Staatsbürger herrsche.

## Schrift
- Die Souveränität und das Veto des St. Gallischen Volkes. Zollikofer und Züblin, St. Gallen 1831